# 関城・大宝城の戦い
関城・大宝城の戦い（せきじょう・だいほうじょうのたたかい）は、南北朝時代に常陸国筑波山西麓にあった関城・大宝城（現在の茨城県筑西市・下妻市）を巡って争われた攻防戦のこと。
常陸国・下総国の諸将は建武政権に従いながらも所領を巡って対立を続け、延元の乱をきっかけに北朝側と南朝側に分かれて争うことになる。結城氏・小山氏・佐竹氏・大掾氏などは北朝側、小田氏や結城氏の庶流である白河結城氏・関氏・下妻氏などは南朝側についた。
延元2年/建武4年（1337年）頃より北朝方の攻勢によって関氏と下妻氏はそれぞれの居城である関城と大宝城での籠城を余儀なくされていたが、翌年9月に東国及び多賀城の掌握を目指した北畠親房の船が常陸国に漂着、11月に北朝側の襲撃を避けるために小田氏の本拠である小田城に入ると、翌年には南朝方として小山氏などと戦っていた春日顕国も合流、南朝側はこうした集結の動きによって勢いづいた。
ところが、興国2年/暦応4年（1341年）に入ると、吉野から浄光が後村上天皇の綸旨を奉じて東国に下って独自の命令を発し、関白近衛経忠が自らを盟主として東国の南朝方勢力を結集する「藤氏一揆」の構想が明らかになると、東国における北畠親房の政治的立場は動揺し、これに乗じた北朝方高師冬の工作も活発化した。同年11月には小田治久が北朝方に離反、これを知った親房は関城へ、春日顕国は大宝城に逃れた。
高師冬はこれを知って関城・大宝城を攻めるが、当時の両城は大宝沼と呼ばれ沼（現存しない）の北畔と南畔の高台に築かれ、三方を水に囲まれた堅城であった。高師冬は周囲の南朝方を攻略を続けながら両城の包囲を続け、北畠親房は白河結城氏の結城親朝に救援を求めた。この時、北畠親房が結城親朝に書いたとされるのが、『関城書』である。だが、関城・大宝城の水路での連絡を絶つことに成功した北朝方に対し、南朝方が来援を期待していた結城親朝は本領である白河荘が北朝側の攻撃にさらされて孤立し、興国4年/康永2年（1343年）8月に北朝方に離反した。そして、同年11月11日に北朝方による総攻撃が行われて、翌日に関城・大宝城が相次いで陥落、北畠親房・春日顕国は辛うじて脱出したものの、関宗祐・宗政親子及び下妻政泰は討死した。